# Девід Пауер
Девід Пауер  (англ. Dave Power, 14 липня 1928 — 1 лютого 2014) — австралійський легкоатлет, олімпійський медаліст.

## Виступи на Олімпіадах
| Олімпіада     | Дисципліна           | Місце |
| ------------- | -------------------- | ----- |
| Мельбурн 1956 | біг на 10 000 метрів | 7     |
| Рим 1960      | біг на 5000 метрів   | 5     |
| Рим 1960      | біг на 10 000 метрів | 3     |